# Prisma Taranto Volley 2022-2023
Questa voce raccoglie le informazioni riguardanti la Prisma Taranto Volley nelle competizioni ufficiali della stagione 2022-2023.

## Stagione
Nella stagione 2022-23 la Prisma Taranto Volley assume la denominazione sponsorizzata di Gioiella Prisma Taranto.
Partecipa per la settima volta alla Superlega: chiude la regular season di campionato all'undicesimo posto in classifica, qualificandosi per i play-off 5º posto, dove viene eliminata nel girone preliminare.
A seguito dell'undicesimo posto in classifica al termine del girone di andata, non si qualifica per la Coppa Italia.

## Organigramma societario
Area direttiva
- Presidente: Antonio Bongiovanni
- Vicepresidente: Elisabetta Zelatore
- Segreteria generale: Stefano De Luca, Antonio Calò
- Direttore generale: Vito Primavera
- Consigliere: Raffaele Di Ponzio
- Logistica: Carmelo Sindaco
- Responsabile hospitality: Vincenzo Franciosa
- Finanza: Mario Tagarelli
- Team manager: Simone Sardanelli
- Addetto arbitri: Ciro Spagnulo

Area tecnica
- Allenatore: Vincenzo Di Pinto
- Allenatore in seconda: Cristiano Camardese
- Scout man: Alessio Contrario
- Responsabile settore giovanile: Pino Buongiorno

Area comunicazione
- Responsabile comunicazione: Matteo Schinaia
- Ufficio stampa: Fabrizio Giannico, Linda Stevanato
- Fotografo: Andrea Pettenuzzo
- Responsabile rapporti istituzioni: Vincenzo Di Somma
- Relazioni esterne: Francesco Ripa

Area sanitaria
- Responsabile staff medico: Giuseppe Tombolini
- Preparatore atletico: Pascal Sabato
- Fisioterapista:  Stefano Maruzzella, Giuliano D'Aprile
- Radiologo: Mario Ortino
- Nutrizionista: Francesco Settembrini
- Neurologo: Michele Pezzulla
- Medico del pubblico: Giovanni Pisapia

## Rosa
| N° | Nome                     | Ruolo | Data di nascita   | Nazionalità sportiva |
| -- | ------------------------ | ----- | ----------------- | -------------------- |
| 1  | Tommaso Stefani          | O     | 4 maggio 2001     | Italia               |
| 2  | Oleg Antonov             | S     | 28 luglio 1988    | Italia               |
| 3  | Giovanni Gargiulo        | C     | 1º gennaio 1999   | Italia               |
| 4  | Aimone Alletti           | C     | 28 giugno 1988    | Italia               |
| 5  | Marco Falaschi           | P     | 18 settembre 1987 | Italia               |
| 6  | Marco Rizzo              | L     | 2 gennaio 1990    | Italia               |
| 7  | Manuele Lucconi          | O     | 9 febbraio 1999   | Italia               |
| 8  | Eric Loeppky             | S     | 1º agosto 1998    | Canada               |
| 9  | Hampus Ekstrand          | S     | 28 ottobre 2003   | Svezia               |
| 10 | Jacopo Larizza           | C     | 22 agosto 1998    | Italia               |
| 11 | Ibrahim Lawani           | O     | 15 settembre 2001 | Francia              |
| 13 | Charalampos Andreopoulos | S     | 23 gennaio 2001   | Grecia               |
| 14 | Francesco Pierri         | L     | 14 settembre 1999 | Italia               |
| 18 | Francesco Cottarelli     | P     | 16 ottobre 1996   | Italia               |

## Mercato
| Acquisti | Acquisti                 | Acquisti             | Acquisti   |
| R.       | Nome                     | da                   | Modalità   |
| -------- | ------------------------ | -------------------- | ---------- |
| S        | Charalampos Andreopoulos | Panathīnaïkos        | definitivo |
| S        | Oleg Antonov             | You Energy           | definitivo |
| P        | Francesco Cottarelli     | Saturnia Acicastello | definitivo |
| S        | Hampus Ekstrand          | RIG Falköping        | definitivo |
| C        | Giovanni Gargiulo        | Callipo              | definitivo |
| C        | Jacopo Larizza           | Olimpia Bergamo      | definitivo |
| O        | Ibrahim Lawani           | Paris                | definitivo |
| S        | Eric Loeppky             | Padova               | definitivo |
| O        | Manuele Lucconi          | Saturnia Acicastello | definitivo |
| L        | Francesco Pierri         | Casarano             | definitivo |
| L        | Marco Rizzo              | Callipo              | definitivo |

| Cessioni | Cessioni            | Cessioni        | Cessioni    |
| R.       | Nome                | a               | Modalità    |
| -------- | ------------------- | --------------- | ----------- |
| C        | Gabriele Di Martino | Milano          | definitivo  |
| P        | Arshdeep Dosanjh    | Charlottenburg  | definitivo  |
| C        | Gustavs Freimanis   | Gazélec Ajaccio | definitivo  |
| S        | Fabrizio Gironi     | You Energy      | definitivo  |
| L        | Gabriele Laurenzano | Trentino        | definitivo  |
| O        | Manuele Lucconi     | Callipo         | rescissione |
| S        | Oleg Antonov        | Al-Rayyan       | definitivo  |
| L        | Filippo Pochini     | Emma Villas     | definitivo  |
| S        | Luigi Randazzo      | Al-Ahly         | definitivo  |
| O        | Giulio Sabbi        | Shanghai        | definitivo  |

## Risultati

### Superlega

#### Girone di andata
| 1ª giornata - 1º ottobre 2022 PalaMazzola, Taranto                      | Prisma Taranto     | 0 - 3 | Lube               | 23-25, 23-25, 21-25               |
| 2ª giornata - 9 ottobre 2022 Palazzetto dello Sport, Cisterna di Latina | Top Volley Latina  | 3 - 0 | Prisma Taranto     | 25-20, 25-16, 28-26               |
| 3ª giornata - 16 ottobre 2022 PalaMazzola, Taranto                      | Prisma Taranto     | 3 - 0 | Milano             | 25-23, 25-16, 25-19               |
| 4ª giornata - 23 ottobre 2022 PalaOlimpia, Verona                       | Verona             | 2 - 3 | Prisma Taranto     | 25-17, 17-25, 25-23, 22-25, 13-15 |
| 5ª giornata - 30 ottobre 2022 PalaMazzola, Taranto                      | Prisma Taranto     | 2 - 3 | Padova             | 25-19, 25-21, 21-25, 19-25, 14-16 |
| 6ª giornata - 5 novembre 2022 PalaMazzola, Taranto                      | Prisma Taranto     | 0 - 3 | You Energy         | 16-25, 19-25, 23-25               |
| 7ª giornata - 13 novembre 2022 PalaTrento, Trento                       | Trentino           | 3 - 0 | Prisma Taranto     | 25-17, 25-21, 25-17               |
| 8ª giornata - 20 novembre 2022 PalaMazzola, Taranto                     | Prisma Taranto     | 1 - 3 | Modena             | 25-22, 23-25, 20-25, 19-25        |
| 9ª giornata - 27 novembre 2022 PalaMensSana, Siena                      | Emma Villas        | 1 - 3 | Prisma Taranto     | 23-25, 25-23, 20-25, 22-25        |
| 10ª giornata - 3 dicembre 2022 PalaEvangelisti, Perugia                 | Sir Safety Perugia | 3 - 1 | Prisma Taranto     | 25-17, 25-19, 23-25, 25-23        |
| 11ª giornata - 11 dicembre 2022 PalaMazzola, Taranto                    | Prisma Taranto     | 1 - 3 | Powervolley Milano | 25-23, 22-25, 22-25, 21-25        |

#### Girone di ritorno
| 12ª giornata - 18 dicembre 2022 PalaCivitanova, Civitanova Marche | Lube               | 3 - 0 | Prisma Taranto     | 25-20, 25-22, 35-33               |
| 13ª giornata - 26 dicembre 2022 PalaMazzola, Taranto              | Prisma Taranto     | 2 - 3 | Top Volley Latina  | 25-13, 25-19, 24-26, 23-25, 13-15 |
| 14ª giornata - 8 gennaio 2023 Arena di Monza, Monza               | Milano             | 3 - 1 | Prisma Taranto     | 25-23, 22-25, 27-25, 30-28        |
| 15ª giornata - 14 gennaio 2023 PalaMazzola, Taranto               | Prisma Taranto     | 3 - 0 | Verona             | 25-22, 25-22, 25-20               |
| 16ª giornata - 22 gennaio 2023 PalaSanLazzaro, Padova             | Padova             | 3 - 0 | Prisma Taranto     | 25-21, 25-21, 25-20               |
| 17ª giornata - 29 gennaio 2023 PalaBanca, Piacenza                | You Energy         | 3 - 2 | Prisma Taranto     | 29-27, 25-21, 20-25, 23-25, 15-9  |
| 18ª giornata - 5 febbraio 2023 PalaMazzola, Taranto               | Prisma Taranto     | 0 - 3 | Trentino           | 24-26, 26-28, 22-25               |
| 19ª giornata - 12 febbraio 2023 PalaPanini, Modena                | Modena             | 3 - 1 | Prisma Taranto     | 25-22, 25-16, 20-25, 25-18        |
| 20ª giornata - 18 febbraio 2023 PalaMazzola, Taranto              | Prisma Taranto     | 3 - 2 | Emma Villas        | 25-15, 23-25, 25-22, 23-25, 15-10 |
| 21ª giornata - 5 marzo 2023 PalaMazzola, Taranto                  | Prisma Taranto     | 0 - 3 | Sir Safety Perugia | 22-25, 19-25, 19-25               |
| 22ª giornata - 12 marzo 2023 Palalido, Milano                     | Powervolley Milano | 3 - 0 | Prisma Taranto     | 25-21, 26-24, 25-18               |

#### Play-off 5º posto
| Preliminare 2ª giornata - 23 marzo 2023 Palazzetto dello Sport, Cisterna di Latina | Top Volley Latina | 3 - 0 | Prisma Taranto    | 25-21, 25-21, 25-17        |
| Preliminare 3ª giornata - 26 marzo 2023 PalaMazzola, Taranto                       | Prisma Taranto    | 3 - 0 | Padova            | 28-26, 25-22, 25-17        |
| Preliminare 5ª giornata - 8 aprile 2023 PalaMazzola, Taranto                       | Prisma Taranto    | 1 - 3 | Top Volley Latina | 25-20, 25-27, 16-25, 19-25 |
| Preliminare 6ª giornata - 12 aprile 2023 PalaSanLazzaro, Padova                    | Padova            | 3 - 1 | Prisma Taranto    | 25-13, 25-21, 22-25, 25-18 |

## Statistiche

### Statistiche di squadra
| Competizione | Punti | In casa | In casa | In casa | In trasferta | In trasferta | In trasferta | Totale | Totale | Totale |
| Competizione | Punti | G       | V       | P       | G            | V            | P            | G      | V      | P      |
| ------------ | ----- | ------- | ------- | ------- | ------------ | ------------ | ------------ | ------ | ------ | ------ |
| Superlega    | 16/3  | 13      | 4       | 9       | 13           | 2            | 11           | 26     | 6      | 20     |
| Totale       | -     | 13      | 4       | 9       | 13           | 2            | 11           | 26     | 6      | 20     |

G = partite giocate; V = partite vinte; P = partite perse

### Statistiche dei giocatori
| Giocatore       | Superlega | Superlega | Superlega | Superlega | Superlega | Totale | Totale | Totale | Totale | Totale |
| Giocatore       | P         | PT        | AV        | MV        | BV        | P      | PT     | AV     | MV     | BV     |
| --------------- | --------- | --------- | --------- | --------- | --------- | ------ | ------ | ------ | ------ | ------ |
| A. Alletti      | 23        | 139       | 105       | 20        | 14        | 23     | 139    | 105    | 20     | 14     |
| C. Andreopoulos | 19        | 82        | 69        | 10        | 3         | 19     | 82     | 69     | 10     | 3      |
| O. Antonov      | 25        | 291       | 247       | 21        | 23        | 25     | 291    | 247    | 21     | 23     |
| F. Cottarelli   | 26        | 10        | 7         | 2         | 1         | 26     | 10     | 7      | 2      | 1      |
| H. Ekstrand     | 22        | 69        | 63        | 5         | 1         | 22     | 69     | 63     | 5      | 1      |
| M. Falaschi     | 24        | 29        | 12        | 7         | 10        | 24     | 29     | 12     | 7      | 10     |
| G. Gargiulo     | 19        | 77        | 55        | 18        | 4         | 19     | 77     | 55     | 18     | 4      |
| J. Larizza      | 25        | 130       | 79        | 41        | 10        | 25     | 130    | 79     | 41     | 10     |
| I. Lawani       | 6         | 132       | 118       | 6         | 8         | 6      | 132    | 118    | 6      | 8      |
| E. Loeppky      | 19        | 282       | 246       | 20        | 16        | 19     | 282    | 246    | 20     | 16     |
| M. Lucconi      | 2         | 1         | 1         | 0         | 0         | 2      | 1      | 1      | 0      | 0      |
| F. Pierri       | 10        | 0         | 0         | 0         | 0         | 10     | 0      | 0      | 0      | 0      |
| M. Rizzo        | 25        | 0         | 0         | 0         | 0         | 25     | 0      | 0      | 0      | 0      |
| T. Stefani      | 17        | 256       | 229       | 16        | 11        | 17     | 256    | 229    | 16     | 11     |

P = presenze; PT = punti totali; AV = attacchi vincenti; MV = muri vincenti; BV = battute vincenti